# Aída Judith León
Aída Judith León Lara (Pujilí, 23 de junio de 1928-Quito, 20 de noviembre de 2024) fue la esposa del expresidente de facto ecuatoriano Guillermo Rodríguez Lara, y como tal es reconocida extraoficialmente como primera dama de la nación, título que ocupó entre el 15 de febrero de 1972 y el 11 de enero de 1976.

## Biografía
Nacida en la ciudad de Pujilí, provincia de Cotopaxi, era hija de los también pujileños José Gabriel León Granja y Matilde Victoria Lara Rubio. En 1953 contrajo matrimonio en su ciudad natal con Guillermo Rodríguez Lara, un pariente por línea materna con quien llegó a tener cinco hijos:
- Nancy Elizabeth Rodríguez León, casada con César Mera Caicedo, con descendencia.
- Guillermo Aurelio José Rodríguez León, casado con Nery Rojo Fernández.
- Gioconda Judith Rodríguez León, casada con Iván Endara Echeverría, con descendencia.
- Miriam Azucena Rodríguez León, casada con  Francois Maurice Auzerais Le Foll, con descendencia.
- Antonio Roberto Rodríguez León, casado con María de los Ángeles Coello Machucha, con descendencia.

## Primera dama

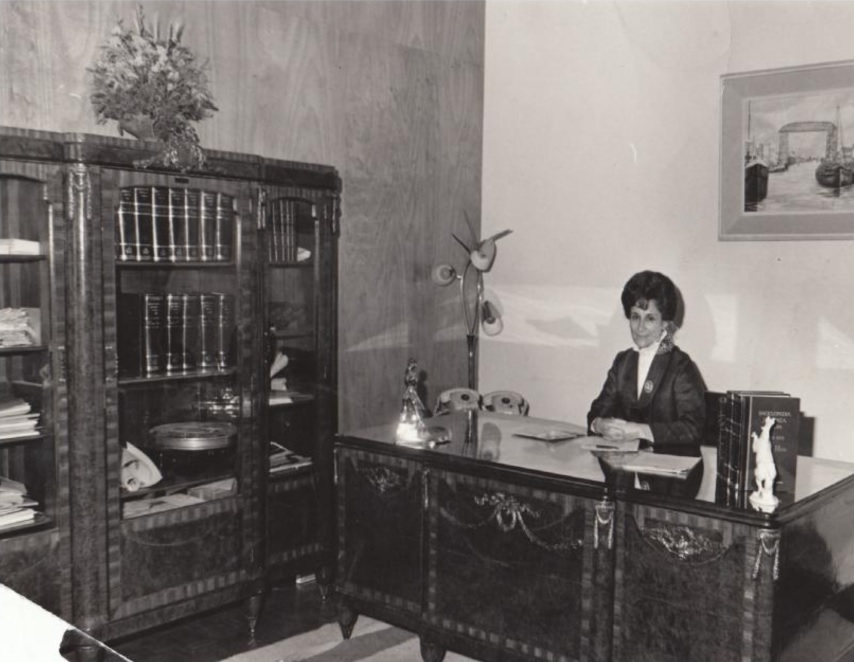
Aída Judith León en su despacho, como Primera Dama de Ecuador, 1975.

Como primera dama de la nación, Aída León fue presidenta del hasta entonces llamado Patronato Nacional del Niño (INNFA desde 1980) y su labor estuvo direccionada a institucionalizarlo, dándole personería jurídica y elaborando un completo inventario de los bienes que poseía desde que fue creado por la también primera dama Corina del Parral en 1960, labor para la que contó con el apoyo de la Contraloría General del Estado.
A inicios de 1973 la primera dama se puso al frente de la evacuación y tratamiento de víctimas durante la inundación de Babahoyo, lo que le valió contraer una septicemia general que casi acaba con su vida y por la que debió ser tratada en el Hospital de la Marina de Washington (Estados Unidos).
Su labor social fue reconocida colocando su nombre a calles e instituciones como el hospital de la localidad de Girón (Azuay), inaugurado el 11 de enero de 1977. También estuvo presente en el Palacio de Carondelet durante el intento fallido de golpe de Estado en agosto de 1975.